# Leo White
Leo White (Grudziądz, 10 de novembro de 1882 — Glendale, 20 de setembro de 1948) foi um artista de palco alemão, que apareceu como um ator de personagem em muitos filmes de Charlie Chaplin. Sua última aparição em um filme de Chaplin foi um pequeno papel em O Grande Ditador, lançado em 1940.

## Filmografia parcial
- His New Job (1915)